# Zosim iz Panopolisa
Zosim iz Panopolisa (Panopolis, danas Akhmim, o. 350. – ?, o. 420.), antički grčki mistik i alkemičar. Napisao je najstarija sačuvana alkemijska djela, koja su u arapskom prijevodu otkrivena 1955. godine.
Od njegova velikog alkemijskog djela Cheirokmeta, u dvadeset i osam knjiga, sačuvali su se samo dijelovi iz kasnijih prijepisa.